# Hinterer Geißlkopf
Der Hintere Geißlkopf (auch Hinterer Geiselkopf) ist ein 2887 m ü. A. hoher Berg in der Goldberggruppe der Zentralalpen in den österreichischen Bundesländern Kärnten und Salzburg.

## Lage und Umgebung
Der Gipfel des Hinteren Geißlkopfs erhebt sich an der Grenze zwischen der Salzburger Gemeinde Bad Gastein im Norden und der Kärntner Gemeinde Flattach im Süden. Die in Salzburg liegenden nördlichen Hänge gehören zum Nationalpark Hohe Tauern. Die oberen südlichen Hänge in Kärnten befinden sich im Naturschutzgebiet Wurten. Der Gipfel des Vorderen Geißlkopfs liegt knapp 840 m südöstlich von jedem des Hinteren Geißlkopfs. Beide Berge sind Teil eines Gebirgskamms, der das Nassfeld umrahmt. Der Kamm beginnt beim Kolmkarspitz und führt über das Niedersachsenhaus, den Neunerkogel, die Herzog-Ernst-Spitze, das Schareck, den Weinflaschenkopf, die Schlapperebenspitzen, die Murauer Köpfe, der Hinteren Geißlkopf, den Vorderen Geißlkopf und den Westerfrölkekogel bis zur Hagener Hütte am Niederen Tauern.
Östlich des Gipfels des Hinteren Geißlkopfs erstreckt sich ein Blockgletscher. Der Feldsee südlich des Gipfels wird vom Feldseebach entwässert, der in den Fragantbach mündet, einen Nebenbach der Möll. Über die östlichen Hänge des Hinteren Geißlkopfs verläuft der Weitwanderweg Zentralalpenweg.

## Name und Geschichte
Der Namensbestandteil Geißl- leitet sich vom slawisch-karantanischen koz(i)l(u) für „Bock“ oder „Gamsbock“ her. Am Nordhang des Hinteren Geißlkopfs wurden im 16. und 17. Jahrhundert Gold, Pyrit und Arsen abgebaut.

## Geologie
Die Geologie des Hinteren Geißlkopfs im Tauernfenster (Penninikum) ist vielfältig. Vom Gipfel ausgehend gibt es Bänder von Kalkglimmerschiefer und Kalksilikatgneis, Marmor, Granitgneis und Orthogneis sowie Phyllit, Schiefer, Phyllonit und Leukophyllit.